# Макферсон, Роберт Артурович
Роберт Макферсон (англ. Robert McPherson; 31 декабря 1896 года (12 января 1897), Санкт-Петербург, Российская империя — 23 мая (5 июня) 1916 года, около Оркнейских островов) — российский теннисист.
Чемпион России (Российской империи) по лаун-теннису в парном разряде (1914).

## Биография
Роберт Макферсон родился в 1896 году в Санкт-Петербурге в семье известного спортивного деятеля Артура Д. Макферсона. Был членом Крестовского лаун-теннис клуба, президентом и владельцем которого был его отец. 
В 1914 году вместе с братом Артуром стал чемпионом России по теннису в парном разряде. Их победа стала сенсацией.
В первом круге они победили французов Мансе и Лаллемана (6:1, 6:2, 6:1), а в полуфинале обыграли Клейншрота и Голя (9:7, 5:7, 6:2, 1:6, 6:1). До начала финала большинство специалистов и зрителей отдавало предпочтение многократному чемпиону России М. Сумарокову и его партнёру И. Моравскому, однако братья Макферсоны выиграли в упорной борьбе (6:0, 4:6, 1:6, 6:2, 6:2).
Журнал «Къ спорту!» (1914, № 28) отмечал сильные и резкие удары Роберта.
Роберт Макферсон также был полуфиналистом Всероссийских состязаний в лаун-теннисе (чемпионата России) в 1914 году в смешанном разряде (в паре с Натальей Сиверс).
Участник матчей Россия — Англия (1913) и Россия — Франция (1914).
Во время Первой мировой войны служил в британской армии в звании лейтенанта. Погиб 23 мая (5 июня) 1916 года на корабле «Хэмпшир» в ходе миссии лорда Китченера около Оркнейских островов.